# Hydrelia shioyana
Hydrelia shioyana là một loài bướm đêm trong họ Geometridae.